# Siemoradz
Siemoradz – staropolskie imię męskie, złożone z członów Siemo- (psł. *sěmьja ma m.in. znaczenia „rodzina, ród; czeladź, służba, własność”) i -radz ('radzić – dawniej „troszczyć się, dbać o coś”). Znaczenie imienia: „ten, który troszczy się o swoją rodzinę”.